# Coccopilatus speciosus
Coccopilatus speciosus är en stekelart som beskrevs av Hoffer 1976. Coccopilatus speciosus ingår i släktet Coccopilatus och familjen sköldlussteklar.
Artens utbredningsområde är Algeriet. Inga underarter finns listade i Catalogue of Life.